# ESRBレイティング別対象ソフト一覧・M (17歳以上)
ESRBレイティング別対象ソフト一覧・M (17歳以上)（ESRBレイティングべつたいしょうソフトいちらん・M 17さいいじょう）はエンターテインメントソフトウェアレイティング委員会（ESRB）によるレイティングで「M（17歳以上対象）」とされたゲームソフトの一覧。
CEROのZ（18歳以上のみ対象）およびD（17歳以上対象）の区分に過激な暴力表現や「AO(Adults Only 18+)」区分よりも軽微な性的表現が相当するが、表現の規制はこちらの方が若干緩く、日本版ではカットされている残虐な表現が多数盛り込まれているゲームも存在する。
ただし、米国内の大半の販売店において、（「T」区分と同様）17歳未満には保護者の同意が得られない限り販売しないことになっており、中にはCEROの審査において「A」区分（全年齢対象）とされている「真・女神転生III-NOCTURNE」や、「B」区分（12歳以上対象）とされている「ペルソナ3」なども「M」区分となっている。

## 一覧
- M区分のゲームは非常に膨大な数に及ぶため、極力日本国内で販売されている（または国内メーカー製）タイトルを優先して記載する。日本では未発売のタイトル・日本では発売中止となったタイトルについては、その旨を併せて表記する。
- CEROの審査を受けたゲームには、タイトル名の前に該当のアルファベットを表記する。
- 「プリンス・オブ・ペルシャ ケンシノココロ」のような機種別に表現の差異がある等の理由で複数のレイティングが設定されているゲームに関してはC D :のように並べて表記する。

| 英文字 | 対象年齢         | 背表紙帯色 |
| ------ | ---------------- | ---------- |
| A      | 全年齢対象       | 黒         |
| B      | 12才以上対象     | 緑         |
| C      | 15才以上対象     | 青         |
| D      | 17才以上対象     | 橙         |
| Z      | 18才以上のみ対象 | 赤         |

## あ行
- Outlast　※日本未発売
- Outlast2　※日本未発売
- アカネ（CEROレーティング無し。IARC：16+）
- Aqua Teen Hunger Force Zombie Ninja Pro-Am　※日本未発売
- C :悪魔城ドラキュラ 闇の呪印
- Z :アサシン クリード
- Z :アサシン クリード II
- Z :アサシン クリード ブラッドライン
- Z :アサシン クリード ブラザーフッド
- Z :アサシン クリード リベレーション
- B :ANUBIS ZONE OF THE ENDERS
- Angry Video Game Nerd I & II Deluxe（CEROレーティング無し。IARC：18+）
- D :アーバンカオス
- D :アーミー オブ ツー
- Z :アーミー オブ ツー: The 40th Day
- アリス イン ナイトメア
- Z :アリス マッドネス リターンズ
- C :アルトネリコ3 世界終焉の引鉄は少女の詩が弾く（オーストラリアでは8歳以上対象。ヨーロッパ圏では12歳以上対象。ドイツでは12歳未満提供禁止。韓国では18歳未満提供禁止。）
- D :アローン・イン・ザ・ダーク
- C :アンデッドナイツ
- D :アンリアルトーナメント3
- C :インファーナル: ヘルズ ヴェンジェンス
- D :VALKYRIE DRIVE -BHIKKHUNI-
- D :VANQUISH
- Z :ヴァンパイアレイン
- D :ヴァンパイアレイン：アルタードスピーシーズ
- ウィッチャー（英語版）
- ウィッチャー2 王の暗殺者（英語版）
- Z :ウィッチャー3 ワイルドハント
- D :WET
- D :WANTED: WEAPONS OF FATE
- Wolfenstein 3D
- エターナルダークネス 招かれた13人
- D :Xブレード
- C :AREA-51
- Z :L.A.ノワール
- C :鬼武者
- C :鬼武者2
- C :鬼武者3
- ObsCure　※日本未発売
- ObsCure II　※日本未発売
- Z :お姉チャンバラ vorteX 〜忌血を継ぐ者たち〜
- D :お姉チャンバラ Revolution
- D :オペレーション ダークネス
- C :Operation Flashpoint: Dragon Rising
- C :Operation Flashpoint: Red River
- C :オペレーターズサイド
- Z :オレンジボックス

## か行
- D :カウンターストライク
- Z :CHAOS;CHILD
- C :影牢 〜刻命館 真章〜
- C :影牢II -Dark illusion-
- D :Katana ZERO
- Carmageddon
- Carmageddon 2
- Carmageddon 3 - TDR 2000
- Carmageddon 64
- カリストプロトコル　※日本では発売中止
- ガングレイヴ
- ガングレイヴ O.D.
- D :神獄塔 メアリスケルター
- C :ガンサバイバー2 バイオハザード CODE：Veronica
- C :ガンサバイバー3 ディノクライシス
- C :ガンサバイバー4 バイオハザード HEROES NEVER DIE
- Z :Gears of War
- Z :Gears of War 2
- Z :Gears of War 3
- C :キャサリン
- C :キャッスルヴァニア
- D :キャッスルヴァニア ロード オブ シャドウ
- D :ぎゃる☆がん だぶるぴーす
- C :恐怖体感 呪怨
- C :極限脱出 9時間9人9の扉
- Z :killer7
- C :KILLZONE
- D :KILLZONE 2
- D :KILLZONE 3
- D :Kingdom Under Fire : Circle Of Doom
- D :QUANTUM THEORY
- Quake
- Quake II
- Quake III Arena
- Quake III Revolution
- Quake 4
- D :Quake Arena Arcade
- C :九怨
- A :クニットアンダーグラウンド
- C :Kunoichi -忍-
- D :CRYSIS
- D :CRYSIS WARHEAD
- D :CRYSIS 2
- Z :グランド・セフト・オート
- グランド・セフト・オート2（CERO未審査）
- Z :グランド・セフト・オートIII
- Z :グランド・セフト・オート・バイスシティ
- Z :グランド・セフト・オート・サンアンドレアス（AO（18歳以上のみ対象）から変更）
- Z :グランド・セフト・オート・バイスシティ・ストーリーズ
- Z :グランド・セフト・オート・リバティーシティ・ストーリーズ
- グランド・セフト・オート・アドバンス　※日本未発売
- Z :グランド・セフト・オートIV
- Z :グランド・セフト・オート・チャイナタウンウォーズ
- Z :グランド・セフト・オート・エピソード・フロム・リバティーシティ
- Z :グランド・セフト・オートV
- クロックタワー2（1は北米未発売）
- クロックタワーゴーストヘッド
- C :クロックタワー3
- D :KANE&LYNCH: DEAD MEN
- D :KANE&LYNCH 2: DOG DAYS
- Z :ゲッタウェイ
- Z :ゲッタウェイ ブラックマンデー
- D :GetsuFumaDen: Undying Moon
- C :GENJI
- C :剣闘士 グラディエータービギンズ
- Gore: Ultimate Soldier
- C :攻殻機動隊 STAND ALONE COMPLEX
- Z :Ghost of Tsushima
- D :ゴーストリコン
- ゴーストリコン デザートシージ
- C :ゴーストリコン アイランドサンダー
- D :ゴッド・オブ・ウォー
- D :ゴッド・オブ・ウォーII 終焉への序曲
- D :ゴッド・オブ・ウォー コレクション
- Z :ゴッド・オブ・ウォーIII
- D :ゴッド・オブ・ウォー 落日の悲愴曲
- D :ゴッド・オブ・ウォー 降誕の刻印
- D :ゴッド・オブ・ウォー 落日の悲愴曲&降誕の刻印 HDコレクション
- Z :ゴッド・オブ・ウォー（2018年）
- B :GOD HAND
- Z :ゴッドファーザー
- Z :ゴッドファーザー ドン・エディション
- D :ゴッドファーザー2
- C :CONAN
- D :コープスパーティー ブラッドカバー リピーティッドフィアー
- C :コール オブ デューティ4 モダン・ウォーフェア（PS3・Xbox 360・PC版。DS版はTeen。）
- コール オブ デューティ ワールド・アット・ウォー（PS3・Xbox 360・Wii・PC版。PS2・DS版はTeen。）　※日本未発売
- D :コール オブ デューティ モダン・ウォーフェア2
- Z :コール オブ デューティ ブラックオプス（PS3・Xbox 360・Wii・PC版。DS版はTeen。Wii・DS版は日本未発売）
- Z :コール オブ デューティ モダン・ウォーフェア3（PS3・Xbox 360・Wii・PC版。DS版はTeen。Wii・DS版は日本未発売）
- C :コール・オブ・ファレス
- D :コール・オブ・ファレス 血の絆
- D :コール・オブ・ファレス ザ・カルテル
- Conker's Bad Fur Day　※日本未発売
- D :コンカー: Live and Reloaded
- D :コンデムド：サイコクライム
- Condemned 2: Bloodshot　※日本未発売
- C :Gone Home

## さ行
- D Z :サイコブレイク
- Z :サイコブレイク2
- Syphon Filter 2　※日本未発売
- Syphon Filter 3　※日本未発売
- Syphon Filter: The Omega Strain　※日本未発売
- Syphon Filter: Dark Mirror（PSP版のみ。PS2版はTeen。）　※日本未発売
- C :SIREN
- C :SIREN2
- D :SIREN:New Translation
- サイレントスコープ
- サイレントスコープ2 Innocent Sweeper
- C :サイレントスコープ3
- C :サイレントヒル
- C :サイレントヒル2
- C :サイレントヒル3
- C :サイレントヒル4 ザ・ルーム
- C :サイレントヒル ゼロ
- D :サイレントヒル ホームカミング　※日本では発売中止
- C :サイレントヒル シャッタードメモリーズ
- The Guy Game　※日本未発売
- D :ザ・サード バースデイ
- Z :ザ・ダークネス
- C :XIII サーティーン〜大統領を殺した男〜
- D :ザ・ハウス・オブ・ザ・デッド
- D :ザ・ハウス・オブ・ザ・デッド 2
- D :ザ・ハウス・オブ・ザ・デッド III
- D :ザ・ハウス・オブ・ザ・デッド 2&3 RETURN
- D :ザ・ハウス・オブ・ザ・デッド オーバーキル
- Z :ザ・ハウス・オブ・ザ・デッド オーバーキル ディレクターズカット
- D :The friends of Ringo Ishikawa
- C :侍 ～SAMURAI～
- D :サムライウエスタン 活劇侍道
- B :サムライスピリッツ閃
- C D :侍道2
- D :侍道3
- Z :The Last of Us
- Z :The Last of Us Part II
- D :死印
- D :The Elder Scrolls IV: Oblivion（Xbox 360・PC版はT区分から変更）
- Z :The Elder Scrolls V: Skyrim
- C :Shinobi
- Z :JUST CAUSE ビバ・レボリューション
- D :JUST CAUSE 2
- Z :ジャストコーズ3
- Z :ジャストコーズ4
- ジャッカス The Game(DS版はTeen。）　※日本未発売
- Shadow Man Remastered　※日本ではPCとXbox One版のみ発売。CEROレーティング無し。IARC：16+
- Z :シャドウ オブ ザ ダムド
- D :シャドウ オブ ローマ
- C :シャドウハーツ
- C :STEINS;GATE
- 昇剛 SHOGO
- Serious Sam: The First Encounter
- Serious Sam: The Second Encounter
- Serious Sam: Gold Edition
- Serious Sam　※日本未発売
- Serious Sam Advance　※日本未発売
- Serious Sam: Next Encounter　※日本未発売
- Serious Sam II
- Serious Sam HD: The First Encounter（Xbox 360版は日本未発売）
- Serious Sam HD: The Second Encounter（Xbox 360版は日本未発売）
- C :新 鬼武者 DAWN OF DREAMS
- D :シンギュラリティ
- A :真・女神転生III-NOCTURNE
- C :真・女神転生 STRANGE JOURNEY
- C :真・女神転生IV
- C :真・女神転生V
- Scarface: The World is Yours
- Scarface: Money. Power. Respect.
- S.T.A.L.K.E.R. SHADOW OF CHERNOBYL
- D :ストラングルホールド
- C :スナイパー ゴーストウォリアー
- D :スパルタン 〜古代ギリシャ英雄伝〜
- C :スプラッターハウス PART2
- D :スプリンターセル カオスセオリー
- D :スプリンターセル 二重スパイ
- C :スプリンターセル コンヴィクション
- D :スポーン 運命の鎖
- C :セイクリッド2
- Z :Saints Row
- Z :Saints Row 2
- Z :Saints Row: The Third
- Z :Saints Row IV
- C :零 紅い蝶
- C :零 －刺青ノ聲－
- D :閃乱カグラ SHINOVI VERSUS -少女達の証明-
- D :閃乱カグラ ESTIVAL VERSUS -少女達の選択-
- D :閃乱カグラ PEACH BEACH SPLASH
- C :蒼魔灯
- D :SOCOM: U.S. NAVY SEALs
- D :SOCOM II: U.S. Navy SEALs
- SOCOM 3: U.S. Navy SEALs　※日本未発売
- D :SOCOM: CONFRONTATION
- D :SOCOM 4: U.S. Navy SEALs
- ソルジャー オブ フォーチュン
- ソルジャー オブ フォーチュン2 〜二重螺旋〜
- ソルジャー オブ フォーチュン：ペイバック
- ZONE OF THE ENDERS Z.O.E

## た行
- D :DARKSIDERS 〜審判の時〜
- D Z :ダークセクター
- D :DARK SOULS（IIはT指定）
- D :DARK SOULS III
- C :タイタンフォール
- D :タイタンフォール2
- D :ダブルクラッチ
- D :ダンテズ・インフェルノ 〜神曲 地獄篇〜
- D :デート・ア・ライブ 凜緒リンカーネイションHD
- C :ディノクライシス
- C :ディノクライシス2
- C :ディノクライシス3
- Dの食卓2
- D :DEMENTIUM 閉鎖病棟
- D :閉ざされた病棟 -DEMENTIUM II-
- Z :DEUS EX：INVISIBLE WAR
- Z :デウスエクス
- C :DIGITAL DEVIL SAGA アバタール・チューナー
- C :DIGITAL DEVIL SAGA アバタール・チューナー2
- D :DEATH STRANDING
- C :デス バイ ディグリーズ
- Z :Dead Island
- D :デッド オア アライブ アルティメット
- D :デッド オア アライブ4
- D :DEAD OR ALIVE Xtreme Beach Volleyball
- D :DEAD OR ALIVE Xtreme 2
- D :DEAD OR ALIVE Paradise
- DEAD SPACE　※日本未発売
- Dead Space (リメイク版) ※日本ではPC版のみ発売。Xbox、PS5版はCEROの審査を行なっていないため未発売
- D :デッドスペース エクストラクション
- DEAD SPACE IGNITION　※日本未発売
- DEAD SPACE 2　※日本未発売
- D :デッド トゥ ライツ
- デッド トゥ ライツ II　※日本未発売
- デッド トゥ ライツ レコニング　※日本未発売
- D :デッド トゥ ライツ レトリビューション
- Z :Dead by Daylight
- Deadpool　※日本未発売
- D :デッドヘッドフレッド 〜首なし探偵の悪夢〜
- Z :デッドライジング
- D :デッドライジング ゾンビのいけにえ
- Z :デッドライジング2
- Z :デッドライジング2 CASE:0
- Z :デッドライジング2 CASE:WEST
- Z :デッドライジング2 オフ・ザ・レコード
- Z :デッドライジング3
- Z :デッドライジング4
- C :デビルサマナー 葛葉ライドウ 対 超力兵団
- C :デビルサマナー 葛葉ライドウ 対 アバドン王
- C :デビルメイクライ
- C :デビルメイクライ2
- C :デビルメイクライ3
- C :デビルメイクライ4
- D :デビルメイクライ5
- D :DEMENTO
- D :Demon's Souls
- Duke Nukem 3D
- Z :Duke Nukem Forever
- D :テュロック
- Turok 3: Shadow of Oblivion Remastered ※日本ではPC、Xbox OneとXbox Series X/S版のみ発売。CEROレーティング無し。IARC：18+
- C :theresia -Dear Emlie-
- 立体忍者活劇 天誅
- 立体忍者活劇 天誅 弐
- C :天誅 参
- C :天誅 参 ～回帰ノ章～
- C :天誅 紅
- C :天誅 忍大全
- C :天誅 千乱
- C :天誅 4
- C :DOOM
- D :DOOM II
- DOOM 3
- DOOM 64
- Z :True Crime:Streets of LA
- D :True Crime:New York City
- C :ドキドキ文芸部プラス！
- Z :DRIV3R
- Z :DRIVER PARALLEL LINES
- DRIVER 76　※日本未発売
- C :ドライバー:レネゲイド3D
- D :Dragon Age: Origins
- D :Dragon Age: Origins - Awakening
- D :Dragon Age II
- D :Dragon's Dogma
- D :ドラッグオンドラグーン
- C :ドラッグオンドラグーン2 封印の紅、背徳の黒
- C :TROY無双
- C :どろろ

## な行
- D :ナイツコントラクト
- D :ナイトメア・クリーチャーズ
- ナイトメア・クリーチャーズ2　※日本未発売
- C :NINETY-NINE NIGHTS
- D :NINETY-NINE NIGHTS II
- D :ナノブレイカー
- D :ニーア ゲシュタルト（北米ではPS3版もニーア ゲシュタルトの内容で発売）
- D :ニーア オートマタ
- B :2064: Read Only Memories
- D :ニューダンガンロンパV3 みんなのコロシアイ新学期
- D :NINJA GAIDEN
- D :NINJA GAIDEN Black
- Z :NINJA GAIDEN 2
- D :NINJA GAIDEN Σ
- D :NINJA GAIDEN Σ2
- D :NINJA BLADE
- C :ネクロネシア
- B :Neo Cab
- C :ネオコントラ
- D :NO MORE HEROES
- D Z :NO MORE HEROES 英雄たちの楽園（北米ではPS3版のみの発売）
- D :NO MORE HEROES 2 DESPERATE STRUGGLE

## は行
- Happy Tree Friends: False Alarm　※日本未発売
- D :バイオショック
- Z :バイオショック2
- D :バイオニックコマンドー
- B :バイオニックコマンドー マスターD復活計画
- D :バイオハザード
- C :バイオハザード2
- D Z :バイオハザード RE:2
- D :バイオハザード3 LAST ESCAPE
- D Z :バイオハザード RE:3
- D :バイオハザード CODE:Veronica
- C :バイオハザード0
- D :バイオハザード4
- Z :バイオハザード RE:4
- D :バイオハザード5
- D :バイオハザード6
- D Z :バイオハザード7 レジデント イービル
- D Z :バイオハザード ヴィレッジ
- バイオハザード ガンサバイバー
- C :バイオハザード アウトブレイク
- C :バイオハザード アウトブレイク FILE2
- C :バイオハザード アンブレラ・クロニクルズ
- D :バイオハザード ダークサイド・クロニクルズ
- D :バイオハザード Deadly Silence
- D :バイオハザード ザ・マーセナリーズ 3D
- D :バイオハザード リベレーションズ
- D :Hydrophobia
- C :薄桜鬼 〜新選組奇譚〜（PSP版のみ。PS2・DS・3DS版は北米未発売）
- D :バックヤードレスリング
- D :バックヤードレスリング2
- D :バトルフィールド バッド カンパニー2
- D :バトルフィールド3
- パニッシャー　※日本未発売
- Z :パーフェクトダーク
- C :パーフェクトダーク ゼロ
- ハーフライフ
- Z :ハーフライフ2
- B :パラサイト・イヴ
- C :パラサイト・イヴ2
- C :BULLET WITCH
- D :バレットストーム
- D :パンチライン
- D :Hunted: The Demon's Forge
- C :ビートダウン
- ヒットマン：コードネーム47
- Z :ヒットマン：サイレントアサシン
- Z :ヒットマン：コントラクト
- Z :ヒットマン：ブラッドマネー
- C :ファイトナイト チャンピオン（EAスポーツブランドのソフトでは初のM区分）
- Far Cry
- D :Far Cry 2
- Z :Far Cry 3
- Family Guy Video Game　※日本未発売
- C :ファーレンハイト（ディレクターズ・カットのPC版のみAO（18歳以上のみ対象））
- F.E.A.R.
- Z :F.E.A.R.2 -Project Origin-
- Z :F.E.A.R. 3
- D :Fable
- Z :Fable II
- Z :Fable III
- Fallout　※日本未発売
- Fallout 2　※日本未発売
- D :Fallout: Brotherhood of Steel
- Z :Fallout 3
- Z :Fallout: New Vegas
- Z :Fallout 4
- Z :Fallout 76
- C D :ブラザー イン アームズ ロード トゥ ヒル サーティー
- D :ブラザー イン アームズ 名誉の代償
- D :ブラザー イン アームズ ヘルズハイウェイ
- Z :Friday the 13th: The Game
- C :BLACK
- D :ブラッディロア4
- D :ブラッドレイン
- ブラッドレイン2　※日本未発売
- B :Furi
- C D :プリンス・オブ・ペルシャ ケンシノココロ
- C :プリンス・オブ・ペルシャ 二つの魂
- D :Prey
- Prototype　※日本未発売
- Prototype 2　※日本未発売
- D :ヘイズ
- ペイバック
- C :Halo: Combat Evolved
- D :Halo: Combat Evolved Anniversary
- C :Halo 2
- D :Halo 3
- D :Halo 3: ODST
- D :Halo:Reach
- HEXEN
- C :Penny Arcade Adventuresシリーズ
- D :HEAVY RAIN 心の軋むとき
- D :ベヨネッタ
- D :ベヨネッタ2
- D :ベヨネッタ3
- ベルセルク 千年帝国の鷹篇 喪失花の章
- B :ペルソナ3
- B :ペルソナ3フェス
- B :ペルソナ3ポータブル
- B :ペルソナ4
- C :ペルソナ5
- D :ベルベット アサシン
- D :返校
- D :北斗が如く
- D :北斗無双
- Pocket Pool　※日本未発売
- ポスタル
- ポスタル2
- ポスタル2 ウィークエンド
- ポスタル2 ロシアより愛をこめて
- D :Borderlands
- Z :Borderlands 2
- D :HOMEFRONT
- Plumbers Don't Wear Ties: Definitive Edition （CEROレーティング無し。IARC：16+）

## ま行
- D :マイアミ・バイス ザ・ゲーム
- Z :マイト・アンド・マジック エレメンツ
- D :My Friend Pedro
- D :マインドジャック
- C :マーク・オブ・クリィ
- 魔剣X（ナチスを模したステージやキャラクターが修正されている）
- D :Mass Effect
- D :Mass Effect 2
- Z :マックスペイン
- マックスペイン2　※日本未発売
- D :マット・ハザード ブラッド・バス・アンド・ビヨンド
- Z :MadWorld
- Mafia: The City of Lost Heaven
- Z :Mafia 2
- マンハント　※日本未発売
- マンハント2（PS2・PSP・Wii版はAO（18歳以上のみ対象）から変更。PC版はAO。）　※日本未発売
- D :メダル・オブ・オナー
- C :メタルギアアシッド
- C :メタルギアアシッド2
- C :メタルギアソリッド
- C :メタルギアソリッド2
- D :メタルギアソリッド3
- D :メタルギアソリッド4
- C :メタルギアソリッド THE TWIN SNAKES
- C :メタルギアソリッド ポータブル・オプス（ポータブル・オプスS+は「T」区分）
- B :メタルギアソリッド バンドデシネ
- D :METRO 2033
- モータルコンバット（CEROレーティング無し。VRC：MA-13（メガドライブ版）。メガCD版は「MA-17」区分）
- モータルコンバットII（CEROレーティング無し。メガドライブ・ゲームギア版のVRCは「MA-17」）
- モータルコンバット3
- モータルコンバット トリロジー
- モータルコンバット4　※日本未発売
- モータルコンバット デッドリーアライアンス　※日本未発売
- モータルコンバット ディセプション　※日本未発売
- モータルコンバット アルマゲドン　※日本未発売
- MORTAL KOMBAT（2011年発売のPS3・Xbox 360用ソフト）　※日本未発売

## や行
- C :遊星からの物体X episodeII

## ら行
- Z :ライオットアクト
- Z :ライオットアクト 2
- Z :ライズ オブ ナイトメア
- C :ラスト レムナント
- A :Lanota
- D :ランブルローズ
- D :ランブルローズ XX
- Legal Dungeon（CEROレーティング無し。IARC：16+）
- D :Return of the Obra Dinn
- D :龍が如く
- D :龍が如く 極
- D :龍が如く2
- D :龍が如く 極2
- D :龍が如く3
- D :龍が如く4 伝説を継ぐもの
- D :龍が如く5 夢、叶えし者
- D :龍が如く0 誓いの場所
- D :龍が如く6 命の詩。
- C :RULE of ROSE
- Z :RAGE
- D :レインボーシックス ベガス
- D :レインボーシックス ベガス 2
- レザボア・ドッグス　※日本未発売
- C :RESISTANCE〜人類没落の日〜
- D :RESISTANCE2
- C :RESISTANCE〜報復の刻〜
- D :RESISTANCE3
- D :Red Seeds Profile
- C :レッド・デッド・リボルバー
- Z :レッド・デッド・リデンプション
- Z :レッド・デッド・リデンプション・アンデッド・ナイトメア
- Z :レッド・デッド・リデンプション2
- レッドファクション　※日本未発売
- レッドファクションII　※日本未発売
- C :レッドファクション:ゲリラ
- D :レッドファクション:アルマゲドン
- D :紅忍 血河の舞
- Z :Left 4 Dead
- Z :Left 4 Dead 2
- C :ロード オブ アルカナ

## わ行
- D :YIIK: ポストモダンRPG

## 0～9
- 24 The Game　※日本未発売
- 25 To Life　※日本未発売
- 300: March to Glory　※日本未発売
- 50 Cent Bulletproof　※日本未発売
- D :50 Cent: Blood on the Sand